# Rahon (Jura)
Rahon é uma comuna francesa na região administrativa de Borgonha-Franco-Condado, no departamento de Jura. Estende-se por uma área de 19,6 km². Em 2010 a comuna tinha 508 habitantes (densidade: 25,9 hab./km²).